# جواز سفر سان مارينو
جواز سفر سان مارينو هو جواز سفر لمواطني سان مارينو للسفر الدولي. في عام 2014، أصبح يحق لمواطني سان مارينو السفر بدون تأشيرة أو بتأشيرة عند الوصول إلى 151 بلدا وإقليما، لتحتل المرتبة 16 من حيث قوة جواز سفر.

## الطلب
يقدم طلب الحصول على جواز سفر سان مارينو في مكتب الجوازات في سان مارينو (أو في حالة المواطنين الذين يعيشون في الخارج في البعثات الدبلوماسية في سان مارينو) مع المستندات التالية:
- نموذج طلب جواز سفر مكتمل[4]
- شهادات الميلاد أو الجنسية أو الإقامة (أو استمارة الشهادة الذاتية ذات الصلة)
- شهادات السوابق العدلية والدعوى قيد النظر والأهلية المدنية الكاملة (تصدر من المحكمة دون رسم دمغة)
- صورتان شخصيتان، إحداهما مصدق عليها من قبل مسجل الإحصاءات الحيوية (أيضًا في هذه الحالة من الممكن استخدام نموذج الشهادة الذاتية)

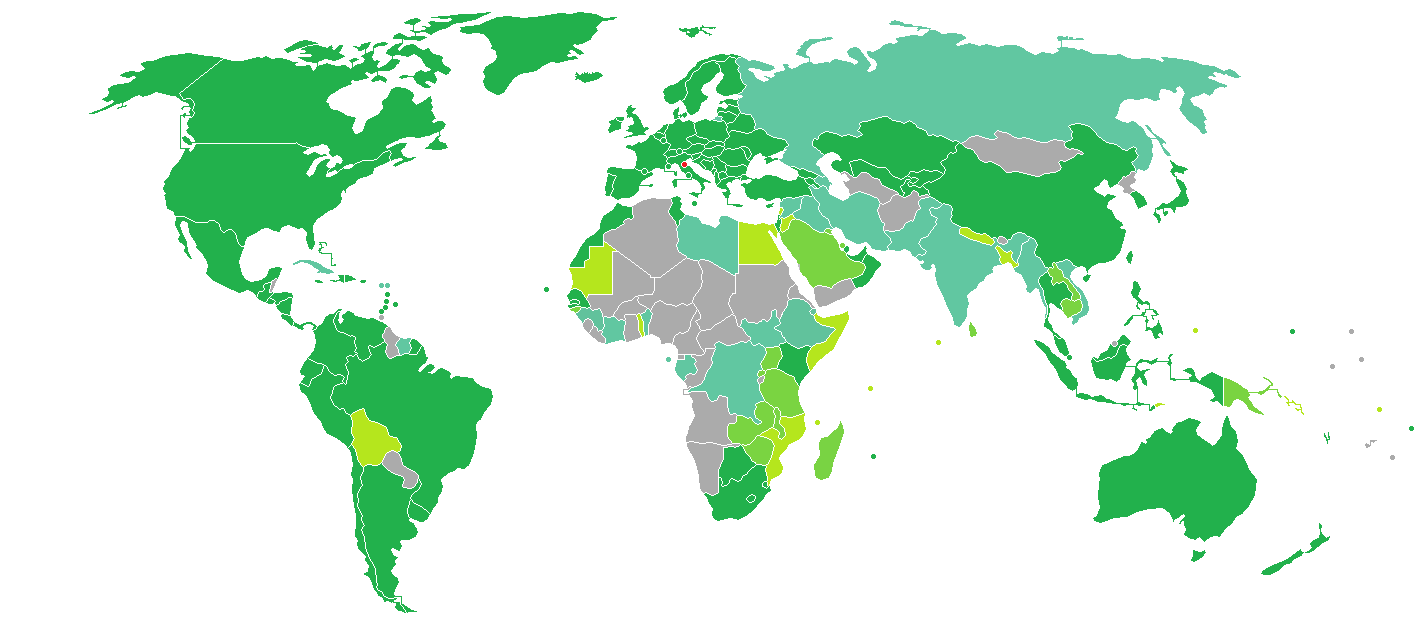
البلدان والأقاليم التي لا تفرض تأشيرة أو تطلب تأشيرة دخول عند الوصول للجهة، لحاملي جواز سفر سان مارينو.